# Horvat Uza
Horvat Uza, en hébreu חורבת עוזה, est un site archéologique situé dans le nord-est du désert du Néguev en Israël. Le site se trouve dans l’est de la vallée d’Arad et surplombe le nahal Qinah (he). Dans l’Antiquité, des forts y étaient établis afin de contrôler la route passant par le wadi et permettant de relier la Judée à la Aravah et au territoire d’Édom.

## Archéologie et identification
Le site est inspecté en 1956 par Yohanan Aharoni puis il est fouillé entre 1982 et 1988 sous la direction d’Itzhaq Beit-Arieh. Au cours des fouilles archéologiques, quatre niveaux d’occupation ont été mis au jour :
- niveau IV : fer II (VIIe – VIe siècle av. J.-C.)
- niveau III : période hellénistique  (IIIe – IIe siècle av. J.-C.)
- niveau II : période romaine I (Ier siècle)
- niveau I : période romaine II (Ier – IIe siècle)

Horvat Uza correspond vraisemblablement à la ville biblique de Qinah, une des villes de la tribu de Juda frontalières d’Édom (Josué 15,22). Parmi les sources extra-bibliques, l’ostracon 24 d'Arad mentionne Qinah comme un centre logistique du royaume de Juda. L’archéologue israélien Yohanan Aharoni avait proposé d’identifier Horvat Uza à  « Ramat Neguev », mais on s’attache plutôt à identifier cette dernière au site de Tel Ira.

## Période israélite
Au VIIe siècle, un fort est construit par le royaume de Juda. Cette période correspond à la dernière phase de peuplement du désert du Néguev. Au VIIe siècle, on constate que le nombre de sites occupés dans le Néguev augmente et que la présence édomite se fait de plus en plus forte. Horvat Uza fait partie d’une série de défenses visant à assurer la sécurité de la frontière sud-est du royaume. À deux kilomètres au sud, on trouve le petit fort de Horvat  Radum tandis qu’au nord se trouvent Horvat Tov et le grand fort d’Arad à 10 km au nord-ouest. 
Le plan de la forteresse est proche de ceux d’Arad et de Qadesh-Barnéa. Le fort est rectangulaire avec une taille de 42 × 51 m, soit approximativement 100 x 120 coudées. Des tours sont disposées aux quatre angles et à intervalles réguliers le long des murs. Une série de pièces sont construites le long des murs de l’enceinte. L’entrée du fort se trouve dans le mur nord. La porte du fort est asymétrique. Habituellement, les entrées fortifiées israélites sont bordées de deux pièces de part et d’autre du passage. À Horvat Uza, on ne trouve des pièces que du côté est. Le côté ouest du passage longe le mur d’un grand complexe. Ce complexe mesure 17 x 18 m. Il est composé de trois pièces rectangulaire et d’une cour intérieure. Il occupe un septième de la surface du fort. Le reste de l’espace est occupé par d’autres structures dont certaines servaient d’ateliers.
Un canal fermée collecte l’eau qui ruissèle dans le fort. Il passe sous porte de fort, au milieu du passage, et conduit à une citerne creusée dans le rocher. Une grande plateforme de 1,5 m sur 1 m a été découverte dans la cour à proximité de l’entrée. Il peut s’agir d’une bāmâh, un haut-lieu. C’est peut-être à ce type d’installation que se réfère le deuxième livre des Rois lorsqu’il parle des « hauts-lieux des portes » que le roi Josias a fait disparaitre. Deux ostraca découverts dans les pièces adjacentes semblent confirmer l’usage cultuel du site.
Après une destruction par le feu, le site est nettoyé. Les cendres et les poteries sont jetées le long du flanc ouest de la colline. Les sondages ont révélé une couche de décombres sur une épaisseur de 60 cm. Des constructions sont ajoutées en dehors du fort. Elles sont soutenues par des terrasses construites sur le flanc de la pente du wadi.

## Ostraca
Plusieurs ostraca ont été découverts sur le site : 18 en hébreu, 1 édomite et 1 en araméen. La plupart sont incomplets. Ils contiennent essentiellement des listes de noms, à relier à des besoins économiques ou militaires, tel qu’assurer la distribution de nourriture. Parmi ces ostraca, deux présentent un intérêt plus particulier. Le premier est un texte de quatre lignes adressé à un certain Ahiqam ben Menahem (ou Meshoullam), peut-être le commandant du fort local, à moins que l’ostracon ne soit qu’une copie d’une lettre envoyée dans un autre lieu. Il s’agit d’un document administratif qui mentionne trois hommes originaires de Molada, une ville située dans le Néguev, Makkeda, dans le Shephéla, et d’une ville non identifiée appelée « rntn » ou « rptn ». Ce document montre que des hommes venant de districts différents de Judée stationnaient alors aux frontières du royaume. Dans un autre ostracon, un officiel s'adresse au commandant du fort pour lui demander de fournir de la nourriture. Dans ce texte, il invoque une bénédiction au nom de Qôs, une divinité édomite. Ce document atteste la présence des Édomites dans le Néguev. Le fort était peut-être déjà aux mains des Édomites avant l'intervention babylonienne contre le royaume de Juda.

## Période hellénistique et romaine
Après 300 ans d’abandon, le site est réoccupé à l’époque hellénistique. L’ensemble du site st nettoyé mais seul le fort israélite est réutilisé. Le niveau du sol est relevé de 1 m. Un escalier est aménagé pour accéder à l’entrée. La cour ne contient plus de constructions. Le fort est occupé jusqu’au début du Ier siècle av. J.-C.. On y a trouvé de pièces de monnaie d’Arétas I ou  II mais pas de monnaies hasmonéennes. Une fort romain reprend le fort hellénistique. Une nouvelle enceinte s’étend au nord et à l’est du fort. Elle assure peut-être la protection d’un camp fortifié. De cette période datent des monnaies émises par les villes d’Ashkelon (sous l’empereur Vespasien), de Gaza (Septime Sévère) et de Césarée (Marc Aurèle).